# Паводок

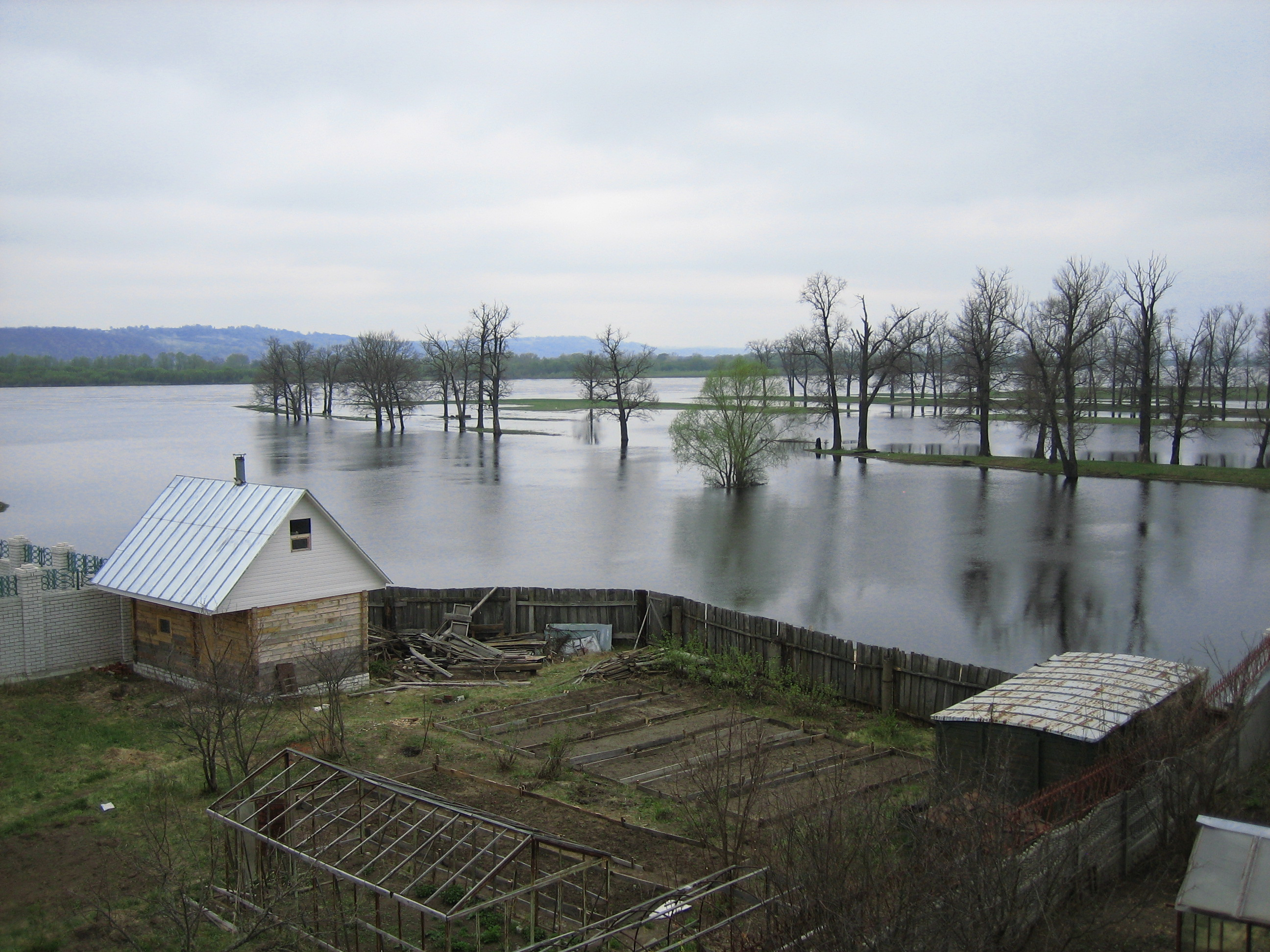
Паводок в Нижегородской области (река Совец)

Па́водок — фаза водного режима реки, которая может многократно повторяться в различные сезоны года, характеризуется интенсивным (обычно кратковременным) увеличением расходов и уровней воды и вызывается дождями или обильным снеготаянием во время оттепелей.
Периодически паводки не повторяются, и в этом их отличие от половодья. Продолжительность паводка от нескольких долей часа до нескольких суток. Среднемесячные расходы в период половодья и паводков больше среднегодовых.
В отличие от половодья паводок может возникать в любое время года. Значительный паводок может вызвать наводнение. В процессе перемещения паводка по реке образуется паводочная волна.